# Ángel Quiñónez
Ángel Marcelo Quiñónez Angulo (Esmeraldas, Ecuador, 2 de diciembre de 1991) es un futbolista ecuatoriano, juega de volante en el Clan Juvenil de la Segunda Categoría.

## Trayectoria
Ángel Quiñónez inició su carrera como futbolista en las divisiones inferiores del Deportivo Quito en el 2008, su estadía en el club "Chulla" duró hasta el 2009. En la siguiente temporada pasa al Club Deportivo El Nacional, mismo en el cual debutaría en el 2014, y en el 2015 pasa al Delfín Sporting Club.

## Clubes
| Club         | País    | Año       |
| ------------ | ------- | --------- |
| El Nacional  | Ecuador | 2011-2014 |
| Delfín SC    | Ecuador | 2015      |
| Clan Juvenil | Ecuador | 2015      |

## Palmarés

### Campeonatos nacionales
| Título            | Club         | País    | Año  |
| ----------------- | ------------ | ------- | ---- |
| Segunda Categoría | Clan Juvenil | Ecuador | 2015 |